# Liste der Baudenkmale in Südheide (Gemeinde)
In der Liste der Baudenkmale in Südheide (Gemeinde) sind alle Baudenkmale der niedersächsischen Gemeinde Südheide im Landkreis Celle aufgelistet. Die Quelle der Einträge ist der Denkmalatlas Niedersachsen mit tw. Kürzungen. Der Stand der Liste ist der 23. Mai 2024.

## Allgemein
In den Spalten befinden sich folgende Informationen:
- Lage: die Adresse des Baudenkmales und die geographischen Koordinaten. Kartenansicht, um Koordinaten zu setzen. In der Kartenansicht sind Baudenkmale ohne Koordinaten mit einem roten Marker dargestellt und können in der Karte gesetzt werden. Baudenkmale ohne Bild sind mit einem blauen Marker gekennzeichnet, Baudenkmale mit Bild mit einem grünen Marker.
- Bezeichnung: Bezeichnung des Baudenkmales
- Beschreibung: die Beschreibung des Baudenkmales. Unter § 3 Abs. 2 NDSchG werden Einzeldenkmale und unter § 3 Abs. 3 NDSchG Gruppen baulicher Anlagen und deren Bestandteile ausgewiesen.
- ID: die Objekt-ID des Baudenkmales
- Bild: ein Bild des Baudenkmales, ggf. zusätzlich mit einem Link zu weiteren Fotos des Baudenkmals im Medienarchiv Wikimedia Commons. Wenn man auf das Kamerasymbol klickt, können Fotos zu Baudenkmalen aus dieser Liste hochgeladen werden:

## Altensothrieth
| Lage                                       | Bezeichnung               | Beschreibung | ID       | Bild |
| ------------------------------------------ | ------------------------- | --- | -------- | ---- |
| Altensothrieth 52° 52′ 2″ N, 10° 14′ 49″ O | Wohn-/ Wirtschaftsgebäude | Vierständer-Fachwerkbau auf Sockel unter Schopfwalmdach, Wirtschaftsteil in Reetdeckung und Wohnteil in roter Hohlpfannendeckung. Fachwerkgefüge mit geschosshohen Streben sowie roter Backsteinausfachung. Östliche Giebelseite mit mittigen Dielentor und Ladeluke darüber, Schwellriegel und Torsturz mit Inschriften. Symmetrisches Fachwerkgefüge mit geschosshohen Streben und roter Backsteinausfachung. Wirtschaftsteil hat an nördlicher Traufe zusätzliche Quereinfahrt. Wohnteil mit nördlich ausgerichtetem Hauptzugang. 1826 (i) errichtet. | 33764261 |      |
| Altensothrieth 52° 52′ 3″ N, 10° 14′ 51″ O | Schafstall                | Allseitig vertikal verbretterter Einraumbau in Zweiständer-Konstruktion unter reetgedecktem Halbwalmdach. Errichtet 1719. | 33764284 |      |
| Altensothrieth 52° 52′ 3″ N, 10° 14′ 47″ O | Treppenspeicher           | Fachwerkbau mit Hochrähmzimmerung mit eingezapften Ankerbalken unter Satteldach in roter Hohlpfannendeckung. Gebäude am Treppengiebel um jüngeren Speicherflügel verlängert. Zur Hofseite ausgerichtete Wirtschaftstore. Südlicher Torsturz sowie Rähm im Südgiebel mit Inschriften, rückwärtige Gebäudefassade vertikal verbrettert. 1856 (i) errichtet. | 33764307 |      |
| Altensothrieth 52° 52′ 2″ N, 10° 14′ 47″ O | Landarbeiterwohnhaus      | Eingeschossiger Fachwerkbau unter Satteldach in roter Hohlpfannendeckung. Nordöstliche Traufseite mit zwei Zugängen zu den Wohnräumen. Fachwerkgefüge mit geschosshohen und teils gebogenen Streben sowie doppelter Verriegelung, Ausfachungen mit roten Backsteinmauerwerk. Errichtet Mitte 19. Jh. | 33764330 |      |
| Altensothrieth 52° 52′ 2″ N, 10° 14′ 48″ O | Brunnen                   | Runde Sandstein-Brunnenfassung, von Eisengurt eingespannt. 1831 errichtet. | 33764353 |      |

## Backeberg
| Lage                                      | Bezeichnung               | Beschreibung | ID       | Bild |
| ----------------------------------------- | ------------------------- | --- | -------- | ---- |
| Hof Backeberg 52° 51′ 34″ N, 10° 4′ 9″ O  | Wohn-/ Wirtschaftsgebäude | Giebelständiger Vierständer-Fachwerkbau unter Halbwalmdach in roter Hohlpfannendeckung. Fachwerkgefüge mit geschosshohen Streben und roter Backsteinausfachung. Nördliche Giebelseite mit achsenmittigen Dielentor, Wohnteil durch Dachausbau mit Zwerchhaus nachträglich verändert. Um 1850 errichtet. | 33758782 |      |
| Hof Backeberg 52° 51′ 35″ N, 10° 4′ 7″ O  | Scheune                   | | 33758761 |      |
| Hof Backeberg 52° 51′ 33″ N, 10° 4′ 7″ O  | Speicher                  | | 33758740 |      |
| Hof Backeberg 52° 51′ 33″ N, 10° 4′ 10″ O | Häuslingshaus             | | 33758698 |      |
| Hof Backeberg 52° 51′ 33″ N, 10° 4′ 12″ O | Altenteil                 | | 33758719 |      |

## Barmbostel
| Lage                                      | Bezeichnung     | Beschreibung | ID       | Bild |
| ----------------------------------------- | --------------- | --- | -------- | ---- |
| Barmbostel 12 52° 50′ 52″ N, 10° 2′ 50″ O | Wohnhaus        | Eingeschossiger, queraufgeschlossener Fachwerkbau unter Halbwalmdach in roter Hohlpfannendeckung. Zur Südseite achsenmittiger Zugang mit Windfang. Symmetrisches Fachwerkgefüge mit roter Backsteinausfachung und geschosshohen Streben. 1835 errichtet. | 33758803 |      |
| Barmbostel 12 52° 50′ 51″ N, 10° 2′ 51″ O | Speicher        | Allseitig verbretterter, giebelständiger Ständerbau unter Satteldach in roter Hohlpfannendeckung mit Aufschieblingen. 1838 errichtet. | 33758822 |      |
| Barmbostel 15 52° 50′ 50″ N, 10° 2′ 42″ O | Treppenspeicher | Allseitig verbretterter Speicherbau unter Halbwalmdach in roter Falzziegeldeckung. Zur Hofseite Wirtschaftsöffnungen, Quereinfahrt sowie achsenmittiger Ladeerker. Südostgiebel mit zwei Zugängen. 1826 errichtet.                                       | 33758841 |      |
| Barmbostel 15 52° 50′ 49″ N, 10° 2′ 43″ O | Brunnen         | Lt. Inschrift 1747 errichtet | 33758860 |      |

## Baven
| Lage                                            | Bezeichnung               | Beschreibung | ID       | Bild |
| ----------------------------------------------- | ------------------------- | --- | -------- | ---- |
| Am alten Dorf 21 52° 50′ 50″ N, 10° 4′ 52″ O    | Treppenspeicher           | Allseitig verbretterter Fachwerkbau in Hochrähmzimmerung mit eingezapften Ankerbalken unter Satteldach. Giebelseitig vorkragendes Dach, hölzerne Außentrappe. In erster Hälfte 19. Jh. errichtet. | 33758879 |      |
| Am alten Dorf 27 52° 50′ 51″ N, 10° 4′ 58″ O    | Treppenspeicher           | von 1767 | 33758899 |      |
| Am alten Dorf 27 52° 50′ 52″ N, 10° 4′ 54″ O    | Speicher                  | Allseitig verbretterter Fachwerkbau unter Schopfwalmdach. Zur Hofseite zwei Quereinfahrten. 1811 errichtet. | 33758957 | BW   |
| Am alten Dorf 27 52° 50′ 52″ N, 10° 4′ 53″ O    | Brunnen                   | | 33758919 | BW   |
| Billingstraße 52° 50′ 39″ N, 10° 4′ 48″ O       | Gefallenendenkmal         | Über drei Stufen aufragendes Monument aus Steinblöcken und Säulen in Altarform. Im Sockel das Relief eines Engels, der einem Gefallenen die Märtyrerkrone aufsetzt; zwischen den Säulen des Aufsatzes die Namen der Gefallenen von Baven des Ersten Weltkrieges, dazwischen „1914-1918“ aus dem Stein gearbeitet. Oben bekrönend niedergelegter Helm auf Laubkranz. Errichtet 1926; vor der Anlage später ergänzte Metalltafel mit den Namen der Gefallenen des Zweiten Weltkrieges. | 33758976 |      |
| Bonstorfer Straße 7 52° 50′ 46″ N, 10° 4′ 31″ O | Treppenspeicher           | Allseitig vertikal verbretterter Fachwerkbau in Hochrähmzimmerung mit eingezapften Ankerbalken unter Satteldach. Speicherteil und offener Unterstand, schmucklos. Südgiebel mit Dachüberstand und hölzerner Außentreppe. In erster Hälfte 19. Jh. errichtet. | 33758995 |      |
| Müdener Straße 1 52° 50′ 46″ N, 10° 4′ 40″ O    | Wohn-/ Wirtschaftsgebäude | Vierständer-Fachwerkbau unter Halbwalmdach in roter Hohlpfannendeckung mit Niedersachsengiebel. Fachwerkgefüge mit gekuppelten Ständern und geschosshohen Streben, Ausfachungen mit roten Backsteinmauerwerk. Nordwestlicher Stallanbau. In zweiter Hälfte 19. Jh. errichtet. | 33759015 |      |

## Beckedorf
| Lage                                             | Bezeichnung               | Beschreibung | ID       | Bild |
| ------------------------------------------------ | ------------------------- | --- | -------- | ---- |
| Hof Grauen 52° 49′ 55″ N, 10° 3′ 1″ O            | Treppenspeicher           | | 33759509 |      |
| Oldendorfer Straße 7 52° 48′ 48″ N, 10° 3′ 36″ O | Brunnen                   | Fünfteilige runde und glatt scharrierte Brunneneinfassung aus Sandstein, mit Wulstprofil im oberen Teil und Inschrift. 1797 (i) errichtet. | 33759079 |      |
| Oldendorfer Straße 7 52° 48′ 48″ N, 10° 3′ 37″ O | Treppenspeicher           | Eingeschossiger Fachwerkbau in Hochrähmzimmerung mit eingezapften Ankerbalken, vertikal verbohlt unter Satteldach in roter Hohlpfannendeckung. Nördliche Traufseite mit Wirtschaftsöffnungen, westliche Giebelseite mit Ladeluke sowie Dachvorkragung auf geschweiften Kopfbändern. 1717(i) errichtet. | 33759057 |      |
| Uhlenhop 9 52° 48′ 58″ N, 10° 3′ 45″ O           | Wohn-/ Wirtschaftsgebäude | Giebelständiger Vierständer-Fachwerkbau auf Backsteinsockel unter Halbwalmdach in roter Hohlpfannendeckung. Fachwerkgefüge mit gekuppelten Ständern, geschosshohen Streben und doppelter Verriegelung. Westliche Traufseite mit Hauptzugang, zum nördlichen Wirtschaftsgiebel Querflügel als nachträgliche Erweiterung. 1893 errichtet, Stallflügel von 1950.                                                                      | 33759098 |      |
| Uhlenhop 9 52° 48′ 58″ N, 10° 3′ 47″ O           | Treppenspeicher           | Allseitig mit Eichenbohlen verbretterter Fachwerkbau in Hochrähmzimmerung mit durchgehälsten Ankerbalken auf einzelnen Backsteinpfeilern unter Satteldach. Zur Ostseite zwei Zugänge mit geschnitzten Türstürzen. Dach am Südgiebel auf profilierten Kopfbändern vorkragend, darunter hölzerne Außentreppe. 1749 errichtet. | 33759117 |      |
| Unter den Eichen 1 52° 48′ 59″ N, 10° 3′ 37″ O   | Wohn-/ Wirtschaftsgebäude | Gebäude unter hohem Halbwalmdach in roter Falzziegeldeckung. EG vollständig massiv in Backsteinmauerwerk, Giebelfelder in Fachwerk, über profiliertem Gebälk leicht vorkragend. Nördliches Zwerchhaus zweifach vorkragend. 1939 errichtet. | 33759137 |      |
| Unter den Eichen 1 52° 48′ 59″ N, 10° 3′ 36″ O   | Brunnen                   | Mehrteiliger Sandstein-Brunnen, eingespannt in Eisenring, im oberen Teil mit Wulstprofil und Inschrift mit der Datierung 1762 (i). | 33759180 |      |
| Unter den Eichen 1 52° 48′ 59″ N, 10° 3′ 35″ O   | Treppenspeicher           | Allseitig verbretterter Fachwerkbau in Hochrähmzimmerung mit durchgezapften Ankerbalken unter Halbwalmdach in Falzziegeldeckung mit Uhlenlöchern. Giebelseitig vorkragendes Dach auf geschweiften Konsolen, Außentreppe mit Zugang zum Speichergeschoss, darunter Zugang zum Erdgeschoss. An Langseite Quereinfahrt. 1821 errichtet.                                                                                               | 33759158 |      |
| Unter den Eichen 5 52° 49′ 0″ N, 10° 3′ 33″ O    | Wohn-/ Wirtschaftsgebäude | Fachwerkbau auf Backsteinsockel unter Halbwalmdach in roter Hohlpfannendeckung. Fachwerkgefüge mit geschosshohen Streben und zweifacher Verriegelung sowie roter Backstein-Sichtausfachung. Wirtschaftsteil in Zweiständer-Bauweise mit mittigen giebelseitigen Dielentor, 1734 errichtet. Wohnteil in Vierständer-Bauweise traufseitig jeweils auskragend, Verstrebungen mit Andreaskreuzen, in zweiter Hälfte 19. Jh. errichtet. | 33759223 |      |
| Unter den Eichen 5 52° 48′ 59″ N, 10° 3′ 33″ O   | Stall                     | Eingeschossiger Backsteinbau auf verputzten Sockel unter Satteldach auf Drempel. Erdgeschoss in Backstein-Sichtmauerwerk mit Zugängen und zahlreichen Türen. Drempel sowie Giebelfelder in vertikaler Holzbohlenverkleidung. Zu Wohnzwecken ausgebaut, in zweiter Hälfte 19. Jh. errichtet. | 33759244 |      |
| Unter den Eichen 5 52° 48′ 59″ N, 10° 3′ 32″ O   | Hofpflasterung            | Pflasterung des Wirtschaftshofes aus Feldsteinen. | 33759288 |      |
| Unter den Eichen 17 52° 48′ 45″ N, 10° 3′ 29″ O  | Brunnen                   | | 33759327 | BW   |
| Unter den Eichen 17 52° 48′ 43″ N, 10° 3′ 30″ O  | Treppenspeicher           | | 33759307 | BW   |
| Unter den Eichen 18 52° 48′ 46″ N, 10° 3′ 27″ O  | Wohn-/ Wirtschaftsgebäude | Traufständiger Vierständer-Fachwerkbau unter Halbwalmdach in roter Hohlpfannendeckung. Fachwerkgefüge mit gekuppelten Ständern, geschosshohen Streben und roter Backsteinausfachung. Zur Straßenseitige seitlicher Zugang zum Wohnteil, darüber großer zweigeschossiger Zwerchgiebel mit Zierfachwerk in Form von gestaltetem Gebälk sowie Backstein-Ziersetzungen in den Gefachen. 1882 (i) errichtet, Dachausbau von 1925 (i).   | 33759346 |      |
| Zur Behrenhorst 2 52° 48′ 42″ N, 10° 3′ 47″ O    | Wohn-/ Wirtschaftsgebäude | Vierständer-Fachwerkbau unter Halbwalmdach in roter Hohlpfannendeckung. Fachwerkgefüge mit geschosshohen, leicht gebogenen Streben. Zur Ostseite achsenmittiger Zugang hinter verputzten Backstein-Portikus mit Dachabschleppung. Um 1854 errichtet. | 33759365 |      |
| Zur Behrenhorst 2 52° 48′ 42″ N, 10° 3′ 48″ O    | Brunnen                   | Vierfach geteilte Sandstein-Brunnenfassung, vom Eisenring eingespannt. Oberes Drittel auskragend profiliert. 1757 errichtet, auf die Hofstelle transloziert. | 33759429 |      |
| Zur Behrenhorst 2 52° 48′ 41″ N, 10° 3′ 48″ O    | Stall                     | | 33759407 |      |
| Zur Behrenhorst 2 52° 48′ 41″ N, 10° 3′ 48″ O    | Scheune                   | Die Scheune wurde 2020 komplett abgerissen | 33759386 | BW   |

## Bonstorf
| Lage                                        | Bezeichnung  | Beschreibung | ID       | Bild |
| ------------------------------------------- | ------------ | --- | -------- | ---- |
| Schulstraße 5 52° 51′ 45″ N, 10° 2′ 52″ O   | Speicher     | Allseitig verbretterter Speicherbau unter Halbwalmdach in roter Falzziegeldeckung. Zur Hofseite Wirtschaftsöffnungen, Quereinfahrt sowie achsenmittiger Ladeerker. Südostgiebel mit zwei Zugängen. 1826 errichtet.                       | 33759450 |      |
| Wietzer Berg 52° 52′ 13″ N, 10° 4′ 57″ O    | Großspeicher | Freistehender eingeschossiger Fachwerkbau, bündig vertikal verbrettert mit mittiger Querdurchfahrt unter Halbwalmdach in Reetdeckung. Unter Verwendung eines Schafstalles von 1828 (i) errichtet und aus Poitzen transloziert. 1967 (i). | 33741880 |      |
| Zum Handsteg 15 52° 51′ 50″ N, 10° 2′ 31″ O | Wohnhaus     | | 33759469 |      |

## Hermannsburg
| Lage                                                | Bezeichnung               | Beschreibung | ID       | Bild |
| --------------------------------------------------- | ------------------------- | --- | -------- | ---- |
| Am Markt 7 52° 49′ 57″ N, 10° 5′ 15″ O              | Wohn-/ Wirtschaftsgebäude | Eingeschossiger, traufständiger Fachwerkbau unter Halbwalmdach mit Niedersachsengiebel. Östliche Traufseite mit achsenmittigen Zugang. Fachwerkgefüge mit zweifeldrigen Streben, doppelter Verriegelung und Ausfachung in dunkelrotem Backsteinmauerwerk. Errichtet 1800. | 33759529 |      |
| Am Markt 10 52° 49′ 58″ N, 10° 5′ 17″ O             | Wohn-/ Wirtschaftsgebäude | Vierständer-Fachwerkbau mit roter Backsteinausfachung unter Halbwalmdach in roter Hohlpfannendeckung. Wirtschaftsgiebel mit Tor und darüber liegender Ladeluke. Zur Westseite achsenmittiger Zugang sowie Zwerchhaus. Fachwerkgefüge hier mit gebogenen, geschosshohen Streben. Errichtet 1859 (i). | 33759549 |      |
| Billingstraße 14 52° 50′ 1″ N, 10° 5′ 26″ O         | Peter- und Paul-Kirche    | Dreischiffige Hallenkirche. Verputzter Massivbau mit spätgotischen Chorpolygon sowie unter dem Architekten Fendrich (Lübeck) errichteten Langhaus von 1954-1959 mit in Kupferblech gedecktem Dachreiter. Östliches Chorpolygon mit in Kupferblech verblendeten Strebepfeilern, Chorfenster mit großen Segmentbögen. Seitenschiffe des Langhauses mit gestaffelten Zwerchgiebeln, Satteldach des Mittelschiffes etwas höher, in roter Hohlpfannendeckung. Polygonaler Dachreiter mit hohen scheitrechten Schallarkaden sowie vierseitig platzierter Turmuhr, oberer Abschluss mit Welscher Haube mit Laterne. Im Inneren Kreuzrippengewölbe auf profilierten Pfeilern sowie Empore.                                                                                            | 33759607 |      |
| Billingstraße 14 52° 50′ 0″ N, 10° 5′ 26″ O         | Kirchhof                  | Kirchhof, der sich südlich der Kirche ausdehnt, mit historischen Grabsteinen, altem Baumbestand und Gefallenendenkmalen. | 33759629 |      |
| Billingstraße 16 52° 50′ 1″ N, 10° 5′ 23″ O         | Wohn-/ Wirtschaftsgebäude | Eingeschossiger, traufständiger und hinter Vorgarten leicht zurückgesetzter Massivbau mit Drempel in rotem Backsteinmauerwerk unter Satteldach. Zur westlichen Traufseite achsenmittiger Zugang hinter Freitreppe, darüber Zwerchhaus mit Freigespärre. Fassadenstrukturierung mit Lisenen und Gurt- und Trauffriesen in Formsteinen, wie auch farblichen Hervorhebungen mit gelben Backstein. Ende des 19. Jh. errichtet. | 33759667 |      |
| Billingstraße 20 52° 50′ 3″ N, 10° 5′ 24″ O         | Wohnhaus                  | Eingeschossiger, traufständiger und hinter Vorgarten leicht zurückgesetzter Massivbau mit Drempel in rotem Backsteinmauerwerk unter Satteldach. Zur westlichen Traufseite achsenmittiger Zugang hinter Freitreppe, darüber Zwerchhaus mit Freigespärre. Fassadenstrukturierung mit Lisenen und Gurt- und Trauffriesen in Formsteinen, wie auch farblichen Hervorhebungen mit gelben Backstein. Ende des 19. Jh. errichtet. | 33759711 |      |
| Celler Straße 16 52° 49′ 47″ N, 10° 5′ 14″ O        | Apotheke                  | Vierständer-Fachwerkbau auf Backstein-/ Werksteinsockel unter Halbwalmdach in roter Hohlpfannendeckung. Fachwerkgefüge mit geschosshohen Streben sowie roter Backsteinausfachung. Zur östlichen Traufseite Zugang sowie mittiges, breites Zwerchhaus mit Zierfachwerk: Rautenmuster in den Brüstungsgefachen sowie farbig ornamentierte Gebälk-Füllhölzer, oberes Giebeldreieck in vertikaler Holzverschalung. 1845 errichtet, 1857 zur Apotheke umgebaut. | 33759751 |      |
| Georg-Haccius-Straße 1 52° 49′ 49″ N, 10° 5′ 42″ O  | Wohn-/ Wirtschaftsgebäude | Hinter Vorgarten zurückgesetzter, traufständiger und eingeschossiger Vierständer-Fachwerkbau auf Werkstein-/Backsteinsockel unter Halbwalmdach in Pfannendeckung. Fachwerkgefüge mit geschosshohen Streben, doppelter Verriegelung und einer gestrichenen Backsteinausfachung. Westlich außermittiger Hauptzugang mit vertikal verschalten Zwerchhaus darüber, Nord- und Ostfassade vertikal verbrettert. 1848 errichtet. | 33759771 |      |
| Georg-Haccius-Straße 9 52° 49′ 44″ N, 10° 5′ 45″ O  | Wohnhaus                  | Eingeschossiger, hinter Vorgarten zurückgesetzter Fachwerkbau unter Halbwalmdach in roter Hohlpfannendeckung. Zur südwestlichen Traufseite achsenmittiger Zugang sowie breites Zwerchhaus. Fassade vollständig in horizontalem und vertikalem Holzbeschlag verbrettert. Um 1880 errichtet. | 33759790 |      |
| Georg-Haccius-Straße 10 52° 49′ 47″ N, 10° 5′ 38″ O | Wohn-/ Wirtschaftsgebäude | Giebelständiger, im Grundstück zurückgesetzter Zweiständer-Fachwerkbau unter Halbwalmdach. Am südlichen Wirtschaftsgiebel achsenmittiges Dielentor, Fachwerkgefüge mit Ausfachungen roten Backsteinen. Wohnteil mit leicht vorkragendem Giebelfeld über gerundetem Gebälk. 1802 errichtet, Wirtschaftsteil zu Wohnzwecken ausgebaut. | 33759809 |      |
| Georg-Haccius-Straße 10 52° 49′ 47″ N, 10° 5′ 39″ O | Brunnen                   | Fünfteilige Brunnenfassung aus Sandstein mit einem Wulst im oberen Teil. 1789 (i) errichtet. | 33759830 |      |
| Georg-Haccius-Straße 12 52° 49′ 46″ N, 10° 5′ 40″ O | Wohn-/ Wirtschaftsgebäude | Giebelständiges, eingeschossiges und im Hofgefüge leicht zurückgesetztes Vierständer-Fachwerkhaus unter Halbwalmdach in Ziegeldeckung. Südliche Traufseite mit achsenmittiger Tordurchfahrt mit Inschriften. Fachwerkgefüge mit zweifeldrigen Streben sowie Backsteinsichtausfachung. 1804 errichtet. | 33759872 |      |
| Georg-Haccius-Straße 12 52° 49′ 46″ N, 10° 5′ 40″ O | Brunnen                   | Seitlich des Flett platzierte Sandstein-Brunnenfassung mit Pumpe. 1744 (i) errichtet. | 33759851 | BW   |
| Georg-Haccius-Straße 12 52° 49′ 46″ N, 10° 5′ 40″ O | Speicher                  | Sechs Fach langer und zwei Fach breiter, verbretterter Fachwerkbau auf behauenem Findlingssockel, unter Satteldach in roter Hohlpfannendeckung. Errichtet im 19. Jh. | 33759960 | BW   |
| Georg-Haccius-Straße 12 52° 49′ 46″ N, 10° 5′ 41″ O | Scheune                   | Eingeschossiger, giebelständiger Fachwerkbau unter Satteldach in Ziegeldeckung. Fachwerkgefüge mit gekuppelten Ständern, gebogenen Streben und roter Backsteinausfachung, teils in Ziersetzung. Scheune mit Quereinfahrt und Speicherteil. Im 19. Jh. errichtet. | 33759893 |      |
| Georg-Haccius-Straße 12 52° 49′ 45″ N, 10° 5′ 40″ O | Scheune                   | Gegenüber der Stichstraße platzierte traufständige und vollständig verbretterte Scheune unter Halbwalmdach in roter Hohlpfannendeckung. Östliche Giebelseite mit Längseinfahrt. Im 19. Jh. errichtet. | 33759915 |      |
| Georg-Haccius-Straße 12 52° 49′ 44″ N, 10° 5′ 41″ O | Backofen                  | Ofengewölbe von 1630 (i). Restauriert und unter neuem Satteldach auf niedrigen Baumstammständern. | 33759937 |      |
| Gerichtsweg 4 52° 49′ 50″ N, 10° 5′ 21″ O           | Brunnen                   | Fünfteilige Brunnenfassung aus Sandstein, ohne Inschrift. Wohl Mitte 18. Jh. errichtet. | 33760002 |      |
| Hustedtstraße 1 52° 49′ 39″ N, 10° 4′ 59″ O         | Ev.-luth. Friedhof        | Friedhof der Peter und Paul Gemeinde. Mit historischen Grabmalen. Der Hauptweg führt auf Friedhofskapelle zu. Grabfelder sind am orthogonalem Wegesystem ausgerichtet. Alleen begleiten die Wege. Die Gehölzbepflanzung in den Grabfeldern mit immergrünen und laubabwerfenden Gehölze gestaltet. Im Südwesten geschlossene Anlage für 45 Opfer des Zweiten Weltkrieges. Darunter sechs russische Kriegsgefangene, sechs deutsche Zivilpersonen, 21 deutsche und zehn ungarische Soldaten und zwei Unbekannte. Zu den bekannten Persönlichkeiten gehören die Brüder Harms, die Gründer der Hermannsburger Mission. | 33760021 |      |
| Junkernstraße 12 52° 50′ 6″ N, 10° 5′ 20″ O         | Große Kreuzkirche         | Neogotische Saalkirche in rotem Backsteinmauerwerk mit eingezogenem Chorpolygon sowie Westturm. Langhaus unter Satteldach in roter Hohlpfannendeckung, Fassade durch Strebepfeiler, hohe zweibahnige Maßwerksfenster mit Courronement sowie Bogenfries strukturiert, südlich zwei Ausluchten als Seiteneingänge. Chorpolygon in ebengleicher Fassadengestaltung. Westturm mit breitem Erdgeschoss unter Pultdächern mit überstabtem Westportal, durchschießender Turmschaft mit spitzbogigen Lichtfenstern, oben mit gekuppelten spitzbogigen Schallarkaden. Im Inneren umlaufende Holzempore und flachgeneigtes Scheindach mit freien Fachwerkbindern in gotischer Formensprache. Unter dem Architekten Pingel (Hamburg) errichtet und 1879 geweiht, Westturmanbau von 1928. | 33760041 |      |
| Junkernstraße 23 52° 50′ 10″ N, 10° 5′ 18″ O        | Pfarrhaus                 | Eingeschossiger, traufständiger Fachwerkbau unter Halbwalmdach in roter Hohlpfannendeckung. Straßenseitiger, achsenmittiger Zugang mit darüber liegenden Zwerchhaus, geschosstrennendes Gebälk mit Profilband verbrettert und mit Inschrift versehen. Fachwerkgefüge mit zweifacher Verriegelung, geschosshohen Streben und roter Backsteinausfachung. Nord- und Westfassade in vertikaler Holzverschalung. Um 1880 errichtet. | 33760061 |      |
| Lotharstraße 18 52° 49′ 49″ N, 10° 5′ 45″ O         | Kleine Kreuzkirche        | Saalkirche in Backstein-Mauerwerk mit eingezogenem polygonalem Chor (rekonstruiert) sowie Westturm. Langhaus unter Satteldach in roter Hohlpfannendeckung, Fassade durch hohe Spitzbogenfenster, Lisenen und Konsolgesims gegliedert. Westturm mit gekuppelten spitzbogigen Schallarkaden, oberer Abschluss mit steilen polygonalen Knickhelm. 1886 errichtet. | 33760080 |      |
| Lotharstraße 35 52° 49′ 47″ N, 10° 5′ 58″ O         | Wohnhaus                  | Traufständiger, eingeschossiger Ziegelbau unter Halbwalmdach in Falzziegeldeckung. Zur Straße hin achsenmittiger Zugang hinter konvexer Freitreppe, darüber Zwerchhaus. Fenster mit Segmentbogenstürzen und schrägen Fensterbänken. Ende des 19. Jh. errichtet. Straßenseitig Reihe alter Bäume vorgelagert. | 33760100 |      |
| Lutter 1 52° 50′ 32″ N, 10° 5′ 55″ O                | Wohn-/ Wirtschaftsgebäude | | 33760499 |      |
| Lutter 1 52° 50′ 32″ N, 10° 5′ 53″ O                | Treppenspeicher           | Allseitig verbretterter Fachwerkbau in Hochrähmzimmerung mit eingezapften Ankerbalken auf Feldsteinsockel unter Satteldach in roter Hohlpfannendeckung. Giebelseite mit Dachüberstand und Außentreppe. Im 19. Jh. errichtet, 1910 auf die Hofstelle transloziert. | 33760520 |      |
| Lutter 1 52° 50′ 33″ N, 10° 5′ 53″ O                | Treppenspeicher           | | 33760542 | BW   |
| Lutter 2 52° 50′ 25″ N, 10° 5′ 52″ O                | Sägemühle                 | Langgestreckter Fachwerkbau auf hohem Betonsockel unter Satteldach in roter Falzziegeldeckung. Fachwerk bündig in vertikaler Holzbohlenverbretterung. Rechtsdrehendes Mühlrad aus Metall mit oberschlächtigem Staberantrieb. 1870/1920. | 33760476 |      |
| Lutter 2 52° 50′ 24″ N, 10° 5′ 52″ O                | Pächterhaus               | Kleiner traufständiger Fachwerkbau auf Backsteinsockel unter Halbwalmdach in roter Hohlpfannendeckung. Westliche Traufseite mit achsenmittigen Zugang mit originaler Haustür, Fachwerkgefüge mit geschosshohen Streben und roter Backsteinausfachung. Giebelfelder sowie Gartenseite in vertikalem Holzbohlenbehang. Mitte 19. Jh. errichtet. | 33760587 |      |
| Lutter 2 52° 50′ 27″ N, 10° 5′ 51″ O                | Lohgerberei               | Das Gebäude existiert nicht mehr. Es war zusammengefallen und wurde komplett abgeräumt. | 33760453 | BW   |
| Lutter 2 52° 50′ 24″ N, 10° 5′ 55″ O                | Mühlenbach                | Endstück des Mühlengerinnes mit östlich vorgelagertem Mühlenteich sowie westlich an der Mühle kanalisierten Bachlauf. Stauwehr mit darüber gespannter Holzbrücke. | 33760434 |      |
| Lutterweg 1 52° 49′ 55″ N, 10° 5′ 48″ O             | Wohnhaus                  | Traufständiger Fachwerkbau über kreuzförmigen Grundriss unter Satteldach. Zur Ost- und Westseite vorspringender Risalit mit Zwerchhaus mit Freigespärre am Ortgang. Fachwerkgefüge mit Zierfachwerk und geschlämmter Backsteinausfachung, südliche Giebelseite mit vertikalen Holzbohlenbehang. Ausgebautes DG. 1840 errichtet, Anfang 20. Jh. umgestaltet. | 33760120 |      |
| Lutterweg 1 52° 49′ 56″ N, 10° 5′ 47″ O             | Stall                     | Zweigeschossiger, hinter dem Hofgefüge zurückgesetzter Fachwerkbau unter flachen Satteldach auf Drempelgeschoss. Fachwerkgefüge mit geschosshohen Streben sowie roter Backsteinausfachung, zur Hofseite mit Wirtschaftsöffnungen. Errichtet im 19. Jh. | 33758476 |      |
| Missionsstraße 2 52° 49′ 55″ N, 10° 5′ 52″ O        | Wohnhaus                  | Traufständiges, hinter Einfriedung und Vorgarten zurückgesetztes eingeschossiges Wohnhaus mit Drempel, auf Backsteinsockel und unter Schopfwalmdach in roter Falzziegeldeckung. Fachwerkgefüge mit roter Backsteinausfachung, Gebälk künstlerisch akzentuiert, Zwerchgiebel mit Freigespärre an Nordseite, östlich Wintergartenanbau. Errichtet um 1910. | 33760140 |      |
| Missionsstraße 3 52° 49′ 57″ N, 10° 6′ 5″ O         | Missionsseminargebäude    | | 33760160 |      |
| Schlüpke 1 52° 48′ 46″ N, 10° 6′ 3″ O               | Wohn-/ Wirtschaftsgebäude | Zweiständer-Fachwerkbau unter Halbwalmdach in roter Hohlpfannendeckung mit Uhlenlöchern. Fachwerkgefüge mit geschosshohen Streben, doppelter Verriegelung und verputzter Ausfachung. 1801 errichtet, 1932 zu Wohnzwecken ausgebaut. | 33760957 |      |
| Schlüpke 1 52° 48′ 47″ N, 10° 6′ 5″ O               | Scheune                   | Allseitig verbretterter Fachwerkbau auf Sockel mit Einzelfindlingen unter Schopfwalmdach in roter Ziegeldeckung mit Uhlenflucht. Querdurchfahrt und an Traufseite Doppeltüren für Speicherteil am Ständer. 1845 (i) errichtet. | 33760978 |      |

## Hetendorf
| Lage                                     | Bezeichnung     | Beschreibung | ID       | Bild |
| ---------------------------------------- | --------------- | --- | -------- | ---- |
| Hetendorf 23 52° 52′ 6″ N, 10° 1′ 25″ O  | Treppenspeicher | Allseitig verbretterter Fachwerkbau unter Satteldach in roter Hohlpfannendeckung. Satteldach leicht vorkragend über geschweiften Kopfbändern. 1869 errichtet.                                                            | 33760184 |      |
| Hetendorf 51 52° 52′ 11″ N, 10° 1′ 38″ O | Schafstall      | Allseitig vertikal verbretterter Dreiständerbau unter Halbwalmdach in roter Hohlpfannendeckung. Zur Südseite Längsdurchfahrt. Errichtet Anfang 19. Jh.                                                                   | 33760224 |      |
| Hetendorf 51 52° 52′ 11″ N, 10° 1′ 37″ O | Treppenspeicher | Allseitig verbretterter Fachwerkbau in Hochrähmzimmerung mit eingezapften Ankerbalken unter Satteldach in roter Hohlpfannendeckung. Südliche Giebelseite mit Treppenaufgang, ursprünglich auch nördlich. 1826 errichtet. | 33760204 |      |
| Hetendorf 51 52° 52′ 9″ N, 10° 1′ 39″ O  | Brunnen         | Vierteilige Brunnenfassung aus Sandstein, im oberen Bereich profilierend auskragend, von Eisenring eingespannt. | 33760244 |      |

## Hiesterhof
| Lage                                    | Bezeichnung               | Beschreibung | ID       | Bild           |
| --------------------------------------- | ------------------------- | --- | -------- | -------------- |
| Hof Hiester 52° 48′ 42″ N, 10° 7′ 13″ O | Wohn-/ Wirtschaftsgebäude | Zweiständer-Hallenhaus auf Backsteinsockel unter in Reet gedecktem Halbwalmdach. Östliche Traufseite mit achsenmittigen Tordurchfahrt, Giebelfeld über gerundetem Gebälk leicht vorkragend. Fachwerkgefüge mit roter Backsteinausfachung, Südseite mit Fenstergefüge des 19. Jh. sowie Zugang zum Wohnteil. 1768 errichtet. Wohnteil 1936 massiv verlängert, Innengefüge der Diele und des Fletts dabei unverändert. | 33760263 | BW             |
| Hof Hiester 52° 48′ 42″ N, 10° 7′ 18″ O | Schafstall                | Allseitig verbohlter Zweiständer-Fachwerkbau unter reetgedeckten Vollwalmdach. In erster Hälfte 18. Jh. errichtet. | 33760306 | BW             |
| Hof Hiester 52° 48′ 42″ N, 10° 7′ 17″ O | Pferdestall               | Verbohlter Zweiständerbau mit reetgedecktem Vollwalmdach. Offene Unterfahrt an hofseitiger Giebelseite, Dach kragt an einer Langseite aus. In zweiter Hälfte 18. Jh. errichtet. | 33760284 | BW             |
| Hof Hiester 52° 48′ 42″ N, 10° 7′ 14″ O | Speicher                  | Eingeschossiger, verbohlter Fachwerkbau unter reetgedecktem Halbwalmdach. Hofseitig zurückgezogene Fassade, Dachvorkragung auf geschweiften Kopfbändern als Unterstand. 1852 errichtet. | 33760328 | BW             |
| Hof Hiester 52° 48′ 43″ N, 10° 7′ 13″ O | Wohnhaus                  | Eingeschossiger Fachwerkbau auf hohem Kellersockel unter Satteldach. Sockel in Zyklopenmauerwerk mit Werksteineinfassung der Fenster. Südliche Giebelseite mit Hauptzugang über Holztreppe, Giebelfeld leicht vorkragend über gerundeten Füllhölzern und Balkenköpfen, darüber starke Dachvorkragung auf Kopfbändern. 1857 errichtet.                                                                                | 33760350 | BW             |
| Hof Hiester 52° 48′ 41″ N, 10° 7′ 10″ O | Großspeicher              | Verbohlter Fachwerkbau unter reetgedecktem Vollwalmdach. Nördliche Traufseite mit Quereinfahrt, östlich Treppenzugang. Giebelseitige Dachvorkragung über geschweiften Kopfbändern. 1835 errichtet. | 33760371 |                |
| Hof Hiester 52° 48′ 40″ N, 10° 7′ 11″ O | Treppenspeicher           | Zweigeschossiger, allseitig verbohlter Fachwerkbau in Unterrähmzimmerung unter Satteldach in Reetdeckung. OG allseitig vorkragend mit durchgehälsten Ankerbalken über profilierten Knaggen. Außentreppe. 1586 errichtet. | 33760393 | Weitere Bilder |
| Hof Hiester 52° 48′ 40″ N, 10° 7′ 9″ O  | Bienenzaun                | | 33760415 | BW             |

## Lutterloh
| Lage                                       | Bezeichnung               | Beschreibung | ID       | Bild |
| ------------------------------------------ | ------------------------- | --- | -------- | ---- |
| Dorfstraße 11 52° 49′ 42″ N, 10° 12′ 41″ O | Wohn-/ Wirtschaftsgebäude | Traufständiger Vierständer-Fachwerkbau auf Werksteinsockel unter Halbwalmdach in roter Hohlpfannendeckung mit Niedersachsengiebel. Östlicher Wirtschaftsgiebel mit gekuppelten Ständern und Dielentor, Torsturz sowie Schwellriegel mit Inschriften. Annähernd symmetrisches Fachwerkgefüge mit geschosshohen Streben und doppelter Verriegelung sowie roter Backsteinausfachung. Westlich zweigeschossiger, quergelagerter Wohnteil. Dort gekuppelte Ständer im Fachwerk, Gebälk verbrettert, Westfassade im vertikalen Holzbehang. 1845 errichtet. | 33764374 |      |
| Dorfstraße 11 52° 49′ 43″ N, 10° 12′ 41″ O | Taubenhaus                | Zweigeschossiger verputzter Massivbau unter Glockenhaube in Biberschwanz-Kronendeckung, darüber Fachwerk-Dachreiter unter Zeltdach mit Uhrenhäuschen, oberer Abschluss mit Laterne mit Schallarkaden und schiefergedecktem, gekehlten Zeltdach. EG mit gestaffelten Wirtschaftstürchen mit Oberlichtern, OG mit Putz-Kassetierung und dreifach gekuppelten scheitrechten Fenstern. 1921 errichtet. | 33764395 |      |
| Dorfstraße 11 52° 49′ 43″ N, 10° 12′ 43″ O | Scheune                   | Giebelständiger Fachwerkbau unter Satteldach in roter Hohlpfannendeckung. Fachwerkgefüge mit geschosshohen Streben und roter Backsteinausfachung. Traufseitig mehrere Querdurchfahrten sowie darüber breite hölzerne Schleppgauben. 1856 errichtet. | 33764435 |      |
| Dorfstraße 11 52° 49′ 44″ N, 10° 12′ 42″ O | Remise                    | | 33764414 |      |
| Dorfstraße 11 52° 49′ 45″ N, 10° 12′ 44″ O | Schafstall                | Verbretterter Fachwerkbau auf Sockel unter Halbwalmdach in roter Hohlpfannendeckung. Östliche Giebelseite mit achsenmittigen Tor, Nordost-Ecke massiv unterfangen. 1898 errichtet. | 33764456 |      |

## Neuensothrieth
| Lage                                          | Bezeichnung     | Beschreibung | ID       | Bild |
| --------------------------------------------- | --------------- | --- | -------- | ---- |
| Neuensothrieth 2 52° 51′ 49″ N, 10° 17′ 54″ O | Forsthaus       | Vierständer-Fachwerkbau unter Walmdach in Reetdeckung. Zur südlichen Hofseite ausgerichteter Wirtschaftsteil mit achsenmittigen Dielentor mit Vorschauer, Fachwerk dort vollständig vertikal verbrettert. In Nordhälfte der Wohnteil, mit jeweils nach Osten und Westen ausgerichteten Schleppgauben. Fachwerkgefüge mit geschosshohen Streben und roter Backsteinausfachung, nördliches Giebelfeld verändert. Mitte 19. Jh. errichtet. | 33764499 |      |
| Neuensothrieth 2 52° 51′ 49″ N, 10° 17′ 53″ O | Treppenspeicher | Vollständig vertikal verbretterter Ständerbau mit Hochrähmzimmerung mit eingezapften Ankerbalken unter Satteldach in roter Hohlpfannendeckung. Östliche Traufseite mit Wirtschaftszugängen, Giebelseiten mit jeweils einem Treppenzugang. Errichtet 1811 (i). | 33764522 |      |
| Neuensothrieth 2 52° 51′ 49″ N, 10° 17′ 55″ O | Brunnen         | Fassung des Ziehbrunnens aus Sandstein, von Eisenring eingespannt, mit zwei Holzständern mit Brunnenkurbel sowie reetgedeckten Kegeldach. Um 1831 errichtet, von der Westseite im Bereich des ehemaligen Fletts auf die Ostseite transloziert. Originaler Brunnenschacht intakt. | 33764545 |      |

## Oldendorf
| Lage                                          | Bezeichnung               | Beschreibung | ID       | Bild |
| --------------------------------------------- | ------------------------- | --- | -------- | ---- |
| Eschedeer Straße 2 52° 47′ 57″ N, 10° 5′ 6″ O | Treppenspeicher           | Allseitig verbretterter Fachwerkbau in Hochrähmzimmerung mit eingezapften Ankerbalken unter Satteldach in roter Hohlpfannendeckung. Giebelseitig vorkragendes Dach mit gezierter Außentreppe. 1645 (i) errichtet. | 33760668 |      |
| Örtzheide 2 52° 47′ 58″ N, 10° 5′ 10″ O       | Wohn-/ Wirtschaftsgebäude | Langgestreckter Massivbau aus rotem Backstein-Mauerwerk unter Halbwalmdach in roter Hohlpfannendeckung mit Uhlenlöchern. Zur nördlichen Giebelseite mittiges Dielentor, Gebäudeöffnungen im Segmentbogen. Fassade strukturiert mit Lisenen sowie Deutschen Band und Konsolfries in den Giebelfeldern. Nördliches Giebelfeld mit Jahrestafel, südlich mit Durchfensterung. Um 1900 errichtet.                                      | 33760731 |      |
| Örtzheide 2 52° 48′ 0″ N, 10° 5′ 10″ O        | Scheune                   | Vierständer-Fachwerkbau unter Halbwalmdach in roter Hohlpfannendeckung mit Uhlenlöchern. Bündig vertikal verbretterte Fassade, südlich Längsunterstand. Mitte 18. Jh. errichtet. | 33760796 |      |
| Örtzheide 2 52° 47′ 58″ N, 10° 5′ 7″ O        | Backhaus                  | Backhaus in einer Nurdachkonstruktion. Wohl im 19. Jh. errichtet. | 33760817 |      |
| Örtzheide 4 52° 48′ 0″ N, 10° 5′ 13″ O        | Treppenspeicher           | Allseitig verbretterter Fachwerkbau in Hochrähmzimmerung mit eingezapften Ankerbalken auf einzelnen Findlingsfundament unter reetgedecktem Schopfwalmdach mit Niedersachsenrössern. Zur nördlichen Giebelseite vorkragender Dachüberstand, darunter hölzerne Außentreppe. In erster Hälfte 19. Jh. errichtet. | 33760857 |      |
| Örtzheide 4 52° 47′ 59″ N, 10° 5′ 12″ O       | Treppenspeicher           | Allseitig verbretterter Fachwerkbau in Hochrähmzimmerung mit durchgezapften Ankerbalken auf einzelnen Findlingsfundament unter reetgedecktem Satteldach. Südlich auskragender Dachüberstand, darunter hölzerne Außentreppe. Östliche Traufseite mit zwei symmetrisch angeordneten Zugängen. 1743 errichtet. | 33760838 |      |
| Örtzheide 4 52° 47′ 58″ N, 10° 5′ 13″ O       | Brunnenfassung            | Naturstein-Brunnenfassung von 1783, im oberen Bereich profiliert vorkragend. Inschriften in Kurrent mit der Datierung 1834. Schmiedeeiserner, vegetabiler Brunnenaufsatz für den Seilzug. | 33760876 | BW   |
| Zur Bünd 14 52° 47′ 54″ N, 10° 4′ 59″ O       | Wohn-/ Wirtschaftsgebäude | Giebelständiger Vierständer-Fachwerkbau auf Backstein-/Werksteinsockel unter reetgedeckten Halbwalmdach mit Uhlenlöchern. Zur Östlichen Giebelseite achsenmittiges Dielentor im Rundbogen und geschnitztem Mittelpfeiler. Torsturz und Schwellriegel mit Inschriften. Fachwerkgefüge mit geschosshohen Streben und doppelter Verriegelung sowie roter Backstein-Sichtausfachung. DG zu Wohnzwecken ausgebaut. 1809 (i) errichtet. | 33760895 |      |
| Zur Bünd 14 52° 47′ 53″ N, 10° 4′ 59″ O       | Speicher                  | Traufständiger Fachwerkspeicher auf Werksteinsockel mit Backstein-Rollsicht unter Satteldach in roter Hohlpfannendeckung. Westlich platzierte zwei Querdurchfahrten, östlich Speicherteil mit zwei giebelseitigen Zugängen. Westliche Gebäudehälfte in vertikaler Holzverschalung, östliche Gebäudehälfte in Sichtfachwerk mit Schwelle-Rähm-Streben sowie roter Backsteinausfachung.                                             | 33760916 |      |

## Siedenholz
| Lage                                        | Bezeichnung     | Beschreibung | ID       | Bild |
| ------------------------------------------- | --------------- | --- | -------- | ---- |
| Siedenholzbahn 52° 48′ 41″ N, 10° 15′ 34″ O | Forsthaus       | Eingeschossiger, langgestreckter Vierständer-Fachwerkbau auf Kellersockel unter Halbwalmdach in roter Hohlpfannendeckung. Fachwerkgefüge mit geschosshohen Streben, doppelten Verriegelung und verputzter Ausfachung. Süd- und Westfassade mit vertikaler Holzverbretterung. Östliche Giebelseite mit Dielentor, leicht versetzter Hauptzugang auf nordwestlicher Traufseite im ehemaligen Wohnteil. Um 1820 errichtet. | 33764584 |      |
| Siedenholzbahn 52° 48′ 50″ N, 10° 15′ 43″ O | Straßenpflaster | Straßenpflasterung mit Feldsteinen. Ehemalige Poststraße, 1680 von Generalpostmeister Stechinelli angelegt. Pflasterung stammte wohl von um 1806. | 33764604 |      |

## Unterlüß
| Lage                                                    | Bezeichnung        | Beschreibung | ID       | Bild |
| ------------------------------------------------------- | ------------------ | --- | -------- | ---- |
| Heinrich-Ehrhardt-Straße 1 52° 51′ 13″ N, 10° 17′ 35″ O | Verwaltungsgebäude | Zweigeschossiger verputzter Massivbau über winkelförmigen Grundriss unter abgeknickten Satteldach in roter Hohlpfannendeckung mit Aufschieblingen. Schlichte Fassadengestaltung mit akzentuierter Sockelzone, Sohlbank- und Gurtgesimsen. Um 1919 errichtet. | 33764645 |      |
| Heinrich-Ehrhardt-Straße 2 52° 51′ 14″ N, 10° 17′ 35″ O | Gästehaus          | Zweigeschossiger verputzter Massivbau mit zwei Gebäudeflügeln und Verbindungsbau unter Walmdächern in roter Hohlpfannendeckung mit Aufschieblingen. Schlichte Fassadengestaltung mit Pilastern im EG sowie Sohlbank- und Gurtgesimsen. Um 1919 errichtet. | 33764666 |      |
| Albert-König Straße 10 52° 49′ 56″ N, 10° 17′ 39″ O     | Wohnhaus           | Eingeschossiger Fachwerkbau auf Sockel in Zyklopenmauerwerk unter Halbwalmdach mit Aufschieblingen in roter Hohlpfannendeckung. Fachwerkgefüge mit geschosshohen Streben, doppelter Verriegelung und roter Backsteinausfachung mit Ziersetzungen. Gebälk giebelseitig leicht vorkragend mit gerundeten Balkenköpfen und Füllhölzern. Innen Atelier bzw. Malerwerkstatt, Atelier liegt etwas tiefer, die Belichtung geschieht über großes Fenster nach Norden. 1926 errichtet nach Entwurf des Bauherrn Albert König, Maler und Graphiker, sowie des Architekten Wilhelm Matthies aus Bardowick. | 33764623 |      |
| Hermannsburger Straße 25 52° 50′ 2″ N, 10° 17′ 36″ O    | Villa              | Traufständiger, zweigeschossiger verputzter Massivbau über hufeisenförmigen Grundriss unter Walmdach in roter Hohlpfannendeckung. Südliche Traufseite mit an den Ecken platzierten polygonalen Erderkern, achsenmittig Zugang mit Freitreppe sowie Putz-/Stuck-Imitatio einer Arkadengalerie, Fenstergefüge im OG mit Fensterläden bestückt. Rückwärtiger Gebäudeumfang mit zwei Seitenflügeln gestaltet. Um 1920 errichtet. | 33764685 |      |
| Hermannsburger Straße 27 52° 50′ 2″ N, 10° 17′ 32″ O    | Villa              | Eingeschossiger verputzter Massivbau unter Satteldach in roter Hohlpfannendeckung. Westliches Giebelfeld in den OG in vertikalen Behang, Südwestecke mit asymmetrischer Fenstergestaltung, südliche Dachabschleppung über nach vorne kragendem Wohnsaal mit Fensterband. Nördliche Fassadenseite mit achsenmittigen Zwerchhaus. Um 1925-1930 errichtet. | 33764706 |      |
| Weyhäuser Straße 6 52° 49′ 57″ N, 10° 18′ 13″ O         | Scheune            | | 33764727 |      |
| Weyhäuser Straße 6 52° 49′ 58″ N, 10° 18′ 12″ O         | Stall              | | 33764748 |      |

## Weesen(Dehningshof Misselhorn)
| Lage                                          | Bezeichnung               | Beschreibung | ID       | Bild |
| --------------------------------------------- | ------------------------- | --- | -------- | ---- |
| Dehningshof 1 52° 46′ 51″ N, 10° 7′ 23″ O     | Treppenspeicher           | Allseitig verbohlter eingeschossiger Fachwerkbau in Hochrähmzimmerung mit eingezapften Ankerbalken unter Satteldach in roter Hohlpfannendeckung mit Aufschieblingen. Zugänge im EG mit geschnitzten Eselsrücken in den Türstürzen, östliches Giebelfeld mit Treppenaufgang, Gebälk mit Zierknaggen. 1702 errichtet, 1886 transloziert. | 33759489 |      |
| Misselhorn 1 52° 49′ 30″ N, 10° 7′ 9″ O       | Schafstall                | Dem Hofgefüge vorgelagerter, giebelständiger und vollständig vertikal verbretterter Fachwerkbau auf Feldsteinsockel unter Satteldach in Ziegeldeckung. Zur nördlichen Giebelseite achsenmittige Toreinfahrt sowie Ladestock darüber. Im 19. Jh. errichtet.                                                                             | 33760648 |      |
| Misselhorn 1 52° 49′ 24″ N, 10° 7′ 56″ O      | Außenschafstall           | Langgestreckter, von Bäumen umsäumter allseitig verbretterter Fachwerkbau unter Satteldach. Nördlich vorgesetzter, breiterer Kopfbau, im Giebelfeld Ladeluke, darunter zweiflügelige Tore. Errichtet im 19. Jh. | 33761176 |      |
| Raakamper Weg 3 52° 50′ 2″ N, 10° 8′ 9″ O     | Treppenspeicher           | Baujahr 1808 | 33761018 |      |
| Raakamper Weg 3 52° 50′ 3″ N, 10° 8′ 13″ O    | Backhaus                  | | 33761038 |      |
| Weesener Straße 3 52° 50′ 10″ N, 10° 8′ 22″ O | Wohn-/ Wirtschaftsgebäude | Vierständer-Fachwerkbau auf Werksteinsockel unter Schopfwalmdach in roter Hohlpfannendeckung. Fachwerkgefüge mit geschosshohen Streben, doppelter Verriegelung und roter Backsteinausfachung. Östlicher Wirtschaftsgiebel mit Dielentor mit Inschrift, nördliche Traufseite mit außermittigen Hauptzugang. 1832 (i) errichtet.         | 33761057 |      |
| Weesener Straße 3 52° 50′ 9″ N, 10° 8′ 21″ O  | Backhaus                  | Ehemaliges Backhaus, heute Nebengebäude, Fachwerkgebäude unter Satteldach in roter Hohlpfannendeckung. Fachwerkgefüge mit verputzter Ausfachung, Giebelfeld mit vertikaler Verbretterung. Westliche Traufseite mit kleinen verbohlten Anbau unter Dachabschleppung. Um 1800 errichtet, Ofen demontiert.                                | 37392321 |      |
| Weesener Straße 3 52° 50′ 8″ N, 10° 8′ 21″ O  | Baumbestand               | Baumbestand der sich von der Straße bis zum Bachufer durchzieht. | 33761195 |      |
| Weesener Straße 28 52° 50′ 4″ N, 10° 8′ 4″ O  | Treppenspeicher           | | 33761078 |      |
| Weesener Straße 35 52° 50′ 1″ N, 10° 7′ 55″ O | Treppenspeicher           | | 33761098 | BW   |
| Weesener Straße 35 52° 50′ 1″ N, 10° 7′ 56″ O | Treppenspeicher           | | 33761117 | BW   |
| Zum Mühlenbruch 11 52° 50′ 9″ N, 10° 7′ 54″ O | Treppenspeicher           | | 33761136 | BW   |
| Zum Mühlenbruch 11 52° 50′ 9″ N, 10° 7′ 54″ O | Treppenspeicher           | | 33761156 | BW   |